# 浅舞駅
浅舞駅（あさまいえき）は、秋田県平鹿郡平鹿町浅舞福田（開業時は旧・平鹿郡浅舞町福田、現・横手市平鹿町浅舞福田）にあった羽後交通横荘線（旧・横荘鉄道）の駅（廃駅）である。横荘線の廃線に伴い1971年（昭和46年）7月20日に廃駅となった。

## 歴史
- 1918年（大正7年）8月18日：横荘鉄道横手駅 - 沼舘駅間開通に伴い開業[1][2][3][4]。一般駅[4]。
- 1944年（昭和19年）6月1日：鉄道会社名を羽後鉄道に改称。路線名を横荘線に制定。それに伴い羽後鉄道横荘線の駅となる[1][2][5]。
- 1947年（昭和22年）
  - 7月23日：豪雨による路盤及び橋脚損壊により横荘線全区間運休、当駅も営業休止となる[3][6]。
  - 7月29日：横手駅 - 舘合駅間が復旧、当駅も営業再開となる[3][6]。
- 1952年（昭和27年）2月15日：鉄道会社名を羽後交通に改称。それに伴い羽後交通横荘線の駅となる[1][2][3][5]。
- 1971年（昭和46年）7月20日：横荘線の廃線に伴い廃止となる[1][2][3][5]。

## 駅構造
廃止時点で、島式ホーム1面2線を有する地上駅で、列車交換可能な交換駅であった。駅舎側（南側）が下り線（老方方面）、外側（北側）が上り線（横手方面）となっていた。そのほか側線として、下り線から南に分岐し駅舎との間を通過する機回し線を1線と、機回し線横手方から南に分岐し駅舎東側に至る行き止りの側線を1線有していた。沼館駅とほぼ同じ配線となっていた。
職員配置駅となっていた。駅舎は構内の南側に位置し、ホーム西側のスロープ付きの階段とを結ぶ構内踏切で連絡した。駅舎の屋根は瓦は使われていなかった。ホームは待合所を有した。待合所の隣、出入口側のホーム上に腕木式信号機が設置されていた。
列車交換の通標は横手駅 - 当駅間は「○」、当駅 - 沼館駅間は「□」であった。

## 駅周辺
旧・平鹿町（さらに以前は浅舞町）の中心駅であった。駅はJA平鹿町（現：JA秋田ふるさと）の北側に位置した。
- 国道107号（本荘街道）
- 秋田県道117号野崎十文字線
- 秋田県道270号浅舞醍醐線
- 平鹿町役場 - 現・横手市役所平鹿地域局[7]。
- 平鹿図書館
- 平鹿郵便局
- 浅舞公園
- 平鹿農村文化伝承館 - 1999年（平成11年）時点では、当駅の駅名標と腕木式信号機1基、有蓋車の車体が屋外に展示保存されていた[8]。
- 御役屋門 - 1981年（昭和56年）4月1日に平鹿町（当時）の指定有形文化財となっている。
- 浅舞のケヤキ

## 駅跡
1996年（平成8年）時点では、駅前にあった桜の木が残っていた。また附近には農業倉庫や農協の建物など、駅に関係の深い建物が残っていた。線路跡の一部には住宅が建築されていた。2007年（平成19年）5月時点ではJAの営農センターになっていた。2010年（平成22年）10月時点でも同様で、桜の古木も健在であった。
また、1996年（平成8年）時点では、当駅跡附近から沼館駅跡附近までの線路跡は農免道路となっていた。2007年（平成19年）5月時点、2010年（平成22年）時点でも同様であった。

## 隣の駅
羽後交通
横荘線
東浅舞駅 - 浅舞駅 - 豊前駅